# Weis (Familienname)
Weis ist ein Familienname.

## Herkunft und Bedeutung
Weis ist ein Übername (Eigenschaftsname) zu mittelhochdeutsch wis(e) oder mittelniederdeutsch wis mit den Bedeutungen „erfahren, klug, kundig, verständig, weise“.
Für weitere Bedeutungen siehe Weiß (Familienname).

## Varianten
Weiß oder Weiss, Weisz, Weihs, Wiss oder Wiß, Wyss oder Wyß

## Namensträger
- Albin Weis (1897–1970), deutscher Politiker und Gewerkschafter
- Alexander Weis (* 1959), deutscher Beamter
- Alexandra Weis (* 1993), deutsche Schauspielerin
- André Weis (* 1989), deutscher Fußballspieler
- Annemarie Weis (1877–1933), Schweizer Volkskundlerin
- Aribert Weis (* 1948), deutscher Filmregisseur, Drehbuchautor und Filmproduzent
- Bernhard Weis (* 1976), deutscher Fußballspieler
- Bob Weis (* 1947), deutscher Filmproduzent, Filmregisseur und Drehbuchautor
- Carlo Weis (* 1958), luxemburgischer Fußballspieler
- Caspar Weis (1849–1930), deutscher Künstler und Bildhauer
- Charlie Weis (* 1956), US-amerikanischer American-Football-Trainer
- Christian Weis (Schriftsteller) (1966–2017), deutscher Schriftsteller
- Christian Weis (Tennisspieler) (* 1968), deutscher Tennisspieler
- Don Weis (1922–2000), US-amerikanischer Regisseur
- Eberhard Weis (1925–2013), deutscher Historiker
- Erich Weis (Musiker) (1904–1962), österreichischer Bratschist
- Erich Weis (Romanist) (1910–2003), deutscher Romanist, Anglist und Lexikograf
- Flemming Weis (1898–1981), dänischer Komponist
- Frank Weis (* 1967), deutscher Fußballspieler
- Frédéric Weis (* 1977), französischer Basketballspieler
- Gerhard Weis (1938–2019), österreichischer Journalist und Rundfunkmanager
- Hans Weis-Ostborn (1846–1906), österreichischer Rechtsanwalt, Dirigent und Komponist
- Heidelinde Weis (1940–2023), österreichische Schauspielerin
- Heinrich Weis (1901–1976), deutscher Journalist und Redakteur
- Heinz Weis (* 1963), deutscher Leichtathlet
- Indira Weis (* 1979), deutsche Sängerin und Schauspielerin
- Jakob Weis (1879–1948), deutscher Geistlicher
- Jessica M. Weis (1901–1963), US-amerikanische Politikerin
- Johann Baptist Weis (J. B. Weis; 1801–1862), österreichischer Schriftsteller
- Josef Weis (1818–1895), deutscher katholischer Geistlicher
- Josef Ernst-Weis (1904–1931), deutscher Kunsthistoriker
- Julius Weis-Ostborn (1862–1927), österreichischer Finanzbeamter und Dirigent
- Jürg Weis (Theologe) (1946–1988), Schweizer Theologe
- Karel Weis (1862–1944), österreichischer Komponist und Musiker
- Karl-Heinz Weis (* 1927), deutscher Mediziner, Anästhesiologe, Hochschullehrer und Kunsthistoriker
- Kaspar Weis (1620–1669), deutscher Theologe und Pastor, siehe Johann Michael Weiß
- Kurt Weis (* 1940), deutscher Soziologe
- Ludwig Weis (1813–1880), deutscher Jurist und Politiker, Bürgermeister von Würzburg
- Lynn Weis (* 1993), luxemburgische Fußballspielerin
- Manfred Weis (* 1956), deutscher Lokalpolitiker und Bürgermeister, siehe Liste der Bürgermeister von Großrinderfeld
- Marc Weis (* 1965), deutscher Künstler, siehe M+M
- Margaret Weis (* 1948), US-amerikanische Schriftstellerin
- Marina Weis (* 1967), deutsch-russische Schauspielerin
- Martin Weis (Politiker) (1907–1970), deutscher NSDAP-Politiker, SA- und SS-Führer
- Martin Weis (Ruderer) (* 1970), deutscher Ruderer
- Nikolaus von Weis (1796–1869), deutscher Geistlicher, Bischof von Speyer
- Nikolaus Weis (1905–1971), deutscher Politiker (CDU)
- Norbert Weis (* 1950), deutscher Geistlicher, Domkapitular in Speyer
- Oliver Weis, deutscher Pokerspieler
- Othmar Weis (1770–1843), deutscher Benediktiner und Textdichter
- Otto Weis (auch Otto Weiß; 1880–nach 1943), deutscher Architekt
- Paul Weis (1907–1991), österreichischer Jurist
- Peter Weis (1938–2023), deutscher Schauspieler, Synchronsprecher und Hörspielsprecher
- Petra Weis (* 1957), deutsche Politikerin
- Philipp Friedrich Weis (1766–1808), deutscher Rechtswissenschaftler und Hochschullehrer
- Reinhard Weis (* 1949), deutscher Politiker (SPD)
- Roswitha Weis (* 1970), deutsche Fußballspielerin
- Rüdiger Weis (* 1966), deutscher Informatiker und Kryptologe
- Rudolf von Weis-Ostborn (1862–1927), österreichischer Dirigent und Komponist
- Sascha Oskar Weis (1970–2020), österreichischer Schauspieler
- Sinaida Grigorjewna Weis-Ksenofontowa (1888–1961), russische bzw. sowjetische Seismologin
- Stephanie Weis-Gerhardt (* 1950), deutsche Politikerin (Bündnis 90/Die Grünen) und Umweltaktivistin
- Thea Weis (1924–1999), österreichische Schauspielerin
- Tobias Weis (Fußballspieler, 1971) (* 1971), deutscher Fußballspieler (Karlsruher SC, SG Wattenscheid 09)
- Tobias Weis (Fußballspieler, 1985) (* 1985), deutscher Fußballspieler (TSG 1899 Hoffenheim)
- Torkel Weis-Fogh (1922–1975), dänischer Zoologe und Hochschullehrer
- Verena Weis, eigentlicher Name von Indira Weis (* 1979), deutsche Sängerin
- Walther Weis (1890–1968), deutscher Maler
- Wenzl Weis (1859–1929), österreichischer Fotograf und Verbandsfunktionär
- Wolfgang Weis (* 1978), deutscher Organist und Hochschullehrer